# Cvito Fisković
Cvito Fisković (Orebić, 1908. december 24. – Split, 1996. július 13. ) horvát művészettörténész, konzervátor, akadémikus. A spliti Régészeti Múzeum kurátora, a Dalmáciai Természetvédelmi Intézet igazgatója és a dubrovniki Akadémiai Történeti Intézet vezetője volt.

## Élete
A 15. század óta ismert, kulturális hagyományokkal átitatott pelješaci tengerészcsaládból származik. A középiskolába Dubrovnikban járt, ahol 1928-ban érettségizett. 1933-ban a Zágrábi Egyetem Filozófiai Karán szerzett diplomát művészettörténet és régészet szakon, majd 1935-ben tanárként, egy évvel később pedig az orebići polgári iskola igazgatójaként, valamint a Püspöki Szeminárium tanáraként dolgozott. 1937-ben beutazta Olaszországot, és a velencei és zárai levéltárban dolgozott. 1938-ban doktorált a Zágrábi Egyetem Filozófiai Karán, disszertációját a korčulai székesegyházról írta. 1942-ben visszavonult a Pelješacra és csatlakozott az antifasiszta mozgalomhoz. Már 1943-ban részt vett a Hvar-i Kulturális Dolgozók Első Konferenciájának megszervezésében, kiáltványokat fogalmazott meg a második világháborúban veszélyeztetett nemzeti örökség megőrzésének szükségességéről, majd a háború után műemlék-helyreállítási és műemlékvédelmi szolgálatot hozott létre. 1948-tól a Jugoszláv Tudományos és Művészeti Akadémia tagja volt. 1945-től nyugdíjazásáig, 1977-ig a spliti Dalmácia Természetvédelmi Intézet (a későbbi Regionális Műemlékvédelmi Intézet) igazgatója volt, közben 1950-től 1970-ig az Akadémia Történeti Intézetét irányította Dubrovnikban. 1956-ban részt vett a spliti Pedagógiai Akadémia és a Zárai Egyetem Filozófiai Karának megalapításában, 1970–74-ben pedig a Zágrábi Egyetem dubrovniki Nemzetközi Posztgraduális Tanulmányi Központját vezette 1970-ben életműdíjat kapott.

## Tudományos munkássága
A műemlékek megőrzésén és helyreállításán végzett sokéves munkáját Dalmácia kulturális és történelmi örökségének intenzív tanulmányozásával ötvözte. Több tudományt érintő megközelítést dolgozott ki az Adria keleti partjának múltjával kapcsolatban. Az ókortól a modern időkig terjedő időszakot magába foglaló urbanisztikai és építészeti emlékek, a szobrászati alkotások, a festészet és a művészeti alkotások kutatásában összekapcsolta a művészi alkotást más művészeti ágakkal, különösen az irodalommal. Nagyban hozzájárult a legnagyobb horvát művészek, valamint az évszázadok során Dalmáciában dolgozó külföldiek (Nikola Firentinac) megismeréséhez és monografikus feldolgozásához. Fontos építészeti remekeket (a korčulai, a kotori és a hvari székesegyház, dubrovniki villák) dolgozott fel, ásatásokat kezdett a Diocletianus-palotában és vezette a középkori templomok újjáépítését. Kidolgozta és továbbfejlesztette a dalmáciai kulturális műemlékvédelmi szolgáltatást. Könyveket, vitairatokat és cikkeket publikált, számos szakmai és tudományos folyóirat szerkesztője volt. Több tucat könyv és több mint 600 tanulmány szerzője volt.

## Fő művei
- Doprinos upoznavanju kliške tvrđave, Sarajevo, 1939.
- Korčulanska katedrala, Zagreb, 1939.
- Opis trogirske katedrale iz XVIII. stoljeća, Split, 1940.
- Trifun Bokanić, graditelj zvonika trogirske katedrale, Split, 1940.
- Partizanski spomenici, Split, 1945.
- Dalmatinski spomenici i okupator, Split, 1946.
- Dokumenti o radu naših graditelja i klesara XV–XVI. stoljeća u Dubrovniku. Split, 1947.
- Naši graditelji i kipari XV. i XVI. stoljeća u Dubrovniku. Zagreb, 1947.
- Albanski umjetnik Andrija Aleši u Splitu i u Rabu (társszerző Kruno Prijatelj). Split, 1948.
- Portal katedrale u Trogiru. Zagreb, 1951.
- Prvi poznati dubrovački graditelji, Dubrovnik, 1955.
- Spomenici otoka Mljeta (társszerző: B. Gušić), Zagreb, 1958,
- Zadarski sredovječni majstori, Split, 1959.
- Lucićev ljetnikovac u Hvaru, Dubrovnik, 1962.
- Juraj Dalmatinac, Zagreb, 1963.
- Dalmatinske freske, Zagreb, 1965.
- Radovan, Zagreb, 1965.
- Kultura dubrovačkog ladanja, Split, 1966.
- Iz renesansnog Omiša, Split, 1967.
- Spomenici otoka Visa od IX do XIX stoljeća, Split, 1968.
- Baština starih hrvatskih pisaca, 1–2. Split, 1971.
- Slikar Medović u zavičaju, Split, 1973.
- Hvarska katedrala, Split, 1976.
- Ivo Lozica, Korčula, 1976.
- Eseji, Zagreb, 1977.
- Baština starih hrvatskih pisaca, Split, 1978.
- Ivan Bizar i likovne umjetnosti, Dubrovnik, 1979.
- Likovni spomenici Splita, Split, 1979.
- Eseji, Split, 1982
- Arhitekt Josip Slade, Trogir, 1987.
- Ivan Duknović Ioannes Dalmata u domovini, Split, 1990.
- Spomenička baština Boke Kotorske, Zagreb, 2004.